# Doksycyklina
Doksycyklina – organiczny związek chemiczny, półsyntetyczny antybiotyk z grupy tetracyklin.
W porównaniu do innych tetracyklin znacznie lepiej się wchłania z przewodu pokarmowego (w 90–95%), jest również mniej nefrotoksyczna. Oporność krzyżowa obserwowana wśród bakterii na tetracykliny naturalne często nie dotyczy doksycykliny, która okazuje się skuteczna.

## Działanie
Mechanizm działania jest identyczny jak dla innych tetracyklin i polega na hamowaniu rybosomalnej biosyntezy białka, poprzez związanie się z podjednostką rybosomalną S30. W wyniku tego wiązanie pomiędzy tRNA oraz kompleksem rybosom-mRNA zostaje zablokowane.

## Farmakokinetyka
Okres półtrwania doksycykliny wynosi 16 godzin (± 6 godzin). Doksycyklina jest wydalana z żółcią. Przenika z krwi do jelita grubego, co umożliwia jej zastosowanie u chorych z niewydolnością nerek.
W porównaniu z innymi tetracyklinami ma dłuższy okres działania, przez co musi być inaczej dawkowana.

## Wskazania
Doksycyklina jest stosowana głównie w dermatologii i otolaryngologii. W innych specjalnościach klinicznych ma mniejsze zastosowanie, m.in. ze względu na dość często spotykaną odporność bakterii na ten lek. Do schorzeń leczonych tym antybiotykiem należą m.in.:
- choroby skóry – w tym w ciężkich postaciach trądziku
- zakażenia górnych i dolnych dróg oddechowych
- zakażenia tkanek miękkich
- zakażenia przewodu pokarmowego
- zakażenia układu moczowo-płciowego
- zapalenia przyzębia
- malaria
- dur plamisty,
- dżuma (jako antybiotyk drugiego rzutu)
- tularemia
- borelioza ECM – rumień przewlekły wędrujący, choroba z Lyme
- inne zakażenia spowodowane bakteriami wrażliwymi na ten lek.
- stosowana jest również (forma dożylna) w chirurgii klatki piersiowej doopłucnowo jako środek do pleurodezy chemicznej
- filarioza

## Interakcje
Działa antagonistycznie z penicylinami i cefalosporynami.
Doksycyklina zmniejsza przeciwbakteryjne działanie penicylin i innych antybiotyków o działaniu bakteriobójczym.
Doksycyklina zmniejsza skuteczność hormonalnych środków antykoncepcyjnych. W czasie stosowania zaleca się korzystanie z dodatkowego niehormonalnego środka antykoncepcyjnego (np. prezerwatywa). Dodatkowo jony glinu, magnezu, żelaza, cynku i wapnia (mleko) utrudniają wchłanianie doksycykliny, nie należy przyjmować preparatów i pokarmów zawierających znaczne ilości wymienionych pierwiastków jednocześnie z doksycykliną, jeżeli zajdzie konieczność należy zachować co najmniej 2 godziny odstępu pomiędzy przyjmowaniem.

## Działania niepożądane
Jak u innych tetracyklin. Zaburzenia żołądkowo-jelitowe, często biegunki, nudności, bóle w nadbrzuszu, wymioty. Przy dłuższym podawaniu mogą wystąpić wtórne zakażenia bakteryjne i grzybicze jelita grubego. Mają niewielkie działanie nefrotoksyczne i hepatotoksyczne. Lek ten jest fotouczulający i po ekspozycji na światło słoneczne może pozostawiać trwałe przebarwienia skóry. Jeżeli lek nie będzie popity dużą ilością płynu może spowodować owrzodzenie przełyku.

## Przeciwwskazania
Nie należy podawać tego leku kobietom w ciąży i dzieciom do 12 roku życia, ze względu na możliwość powstawania trwałych przebarwień zębów. Przebarwienia te powstają w wyniku odkładania się kompleksu tetracyklinowo-wapniowo-fosforanowego, co może dawać kolor szarobrunatny lub brunatnoczarny. U niemowląt może wywołać nadciśnienie śródczaszkowe.

## Dawkowanie
Zwykle podaje się od 200 do 300 mg doustnie pierwszego dnia, a potem 100 mg co 12–24 godzin. Dożylnie antybiotyk podawany w dawce 100 mg co 12 godz.

## Preparaty handlowe
- Dotur
- Doxycykline
- Doxycyclinum
- Doxyratio M
- Supracyclin Tabs
- Unidox Solutab
- Vibramycin
- Doryx
- Doxycin
- Monodox